# Diomabana
Diomabana est une ville et une sous-préfecture de Guinée, rattachée à la préfecture de Siguiri et la région de Kankan. 

## histoire
diomabana est une sous-préfecture de Guinée créée en 2021.